# Buste de Frédérick Lemaître
Le Buste de Frédérick Lemaître est une sculpture de Pierre Granet située dans le 10e arrondissement de Paris.

## Situation

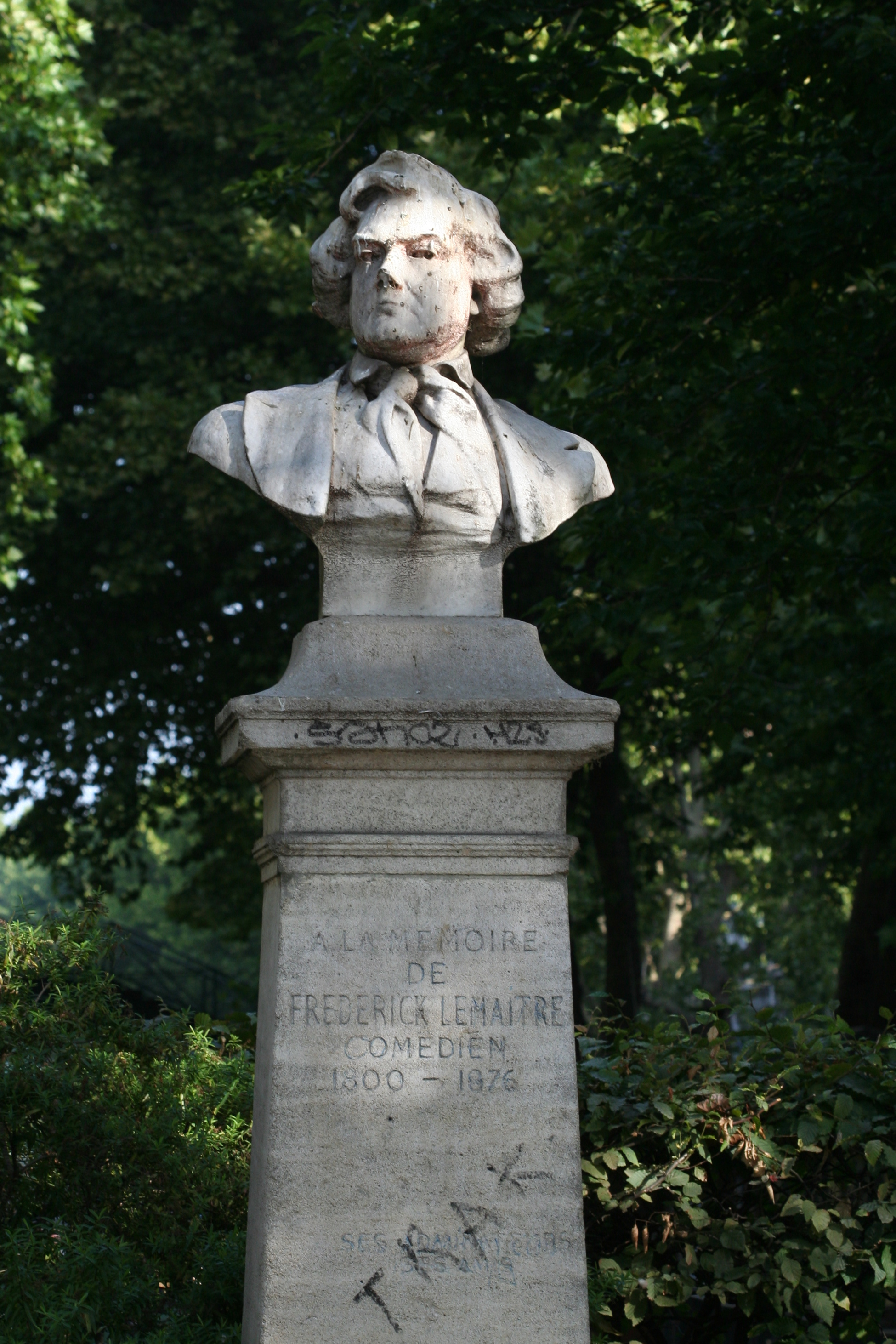
Buste de Frédérick Lemaître.

Le buste est situé dans le square Frédérick-Lemaître, au-dessus du canal Saint-Martin à l'endroit où il devient souterrain, au croisement de la rue du Faubourg-du-Temple.
Le Buste de Frédérick Lemaître fait face à La Grisette de 1830 (statue sculptée en 1909 de Jean-Bernard Descomps), qui est de l'autre côté de la rue du Faubourg-du-Temple dans le square Jules-Ferry.
Ce site est desservi par les lignes 3, 5, 8, 9 et 11 à la station République et par la ligne 11 à la station Goncourt.

## Description
L'œuvre est un buste du comédien Frédérick Lemaître sur un piédestal, la tête tournée vers la droite et le regard vers la gauche. Il est glabre, avec des cheveux ondulés volumineux. Il porte une redingote, une cravate à la mode des années 1830.

Sur le socle sont les inscriptions :

« À la mémoire
de
Frédérick Lemaître
comédien
1800 - 1876

Ses admirateurs
ses amis »